# Maslives
Huisseau-sur-Cosson ist eine französische Gemeinde mit 661 Einwohnern (Stand: 1. Januar 2022) im Département Loir-et-Cher in der Region Centre-Val de Loire; sie gehört zum Arrondissement Blois und zum Kanton Chambord. Die Einwohner werden Huisselois genannt.

## Geographie
Die Gemeinde Maslives liegt etwa elf Kilometer nordöstlich von Blois an der Loire in der Landschaft Sologne. Im Süden und Südosten reicht das Gemeindegebiet bis in das Tal des Flusses Cosson, der die Gemeinde im Süden bzw. Südosten begrenzt.
Umgeben wird Maslives von den Nachbargemeinden Suèvres im Norden, Saint-Dyé-sur-Loire im Nordosten, Chambord im Osten und Südosten, Huisseau-sur-Cosson im Süden und Südwesten sowie Montlivault im Westen.

## Bevölkerungsentwicklung
| Jahr                       | 1962 | 1968 | 1975 | 1982 | 1990 | 1999 | 2011 | 2021 |
| Einwohner                  | 273  | 277  | 319  | 506  | 581  | 580  | 703  | 679  |
| Quellen: Cassini und INSEE |      |      |      |      |      |      |      |      |

## Sehenswürdigkeiten
In Maslives gibt es keine Kirchen und Kapellen.
- Wasserturm